# 马尔加什革命党
马尔加什革命党（缩写为AREMA）是马达加斯加的一个政党。1976年—1992年，该党是实行一党制的马达加斯加民主共和国的执政党。

## 名字
“AREMA”最初是该党的马达加斯加语和法语名称的缩写：  （直译：「Responsible for the Malagasy Revolution」 ）和（直译：「Vanguard of the Malagasy Revolution」 ）法语。 2001 年左右的某个时候，该党将其马达加斯加名称更改为 （直译：「Pillars and foundations to save Madagascar」 ）及其法语名称 （直译：「Vanguard for the renovation of Madagascar」 ）。尽管马达加斯加语和法语均保留了缩写词“AREMA”，但该党名称的含义在两种语言中有所不同。该党后来将法文名称改为，缩写“AREMA”现在也适用于该党的英文名称“马达加斯加复兴协会”。 2020年，该党采用本土化的马达加斯加语名称 （直译：「Malagasy Revolutionary Party」 ）命名其所有官方出版物，包括法文出版物。

## 历史
该党成立于1976年3月30日，当时取名为马尔加什革命先锋，是总统迪迪埃·拉齐拉卡领导的政治联盟。它在议会中占据多数席位，直至1991年拉齐拉卡政权垮台。1992，该党改名为争取马尔加什革新先锋。
1995年马尔加什革命先锋拥有455000名注册会员
在2001年3月18日举行的参议院选举中，该党赢得了60个当选席位中的49个。
2002年，该党改用现名。在2002年12月15日举行的议会选举中，该党赢得了4.9%的民众选票，并在国民议会160个席位中获得了3个席位，这三个席位都在图阿马西纳省。
皮埃罗·拉贾纳里维洛 (Pierrot Rajaonarivelo) 在1997年11月29日的党代表大会上当选为全国书记 他自2002年以来一直流亡法国，并被缺席定罪和判刑。拉玛霍利马西 (Ramaholimasy) 担任该职务，而拉贾纳里韦洛 (Rajaonarivelo) 则出国。
目前，该党分裂为两个对立派别：拉贾纳里韦洛背后的派系和自称得到该党创始人拉齐拉卡支持的派系。
拉贾纳里维洛试图参加2006年12月的总统选举，但未被允许入境。
该党的拉齐拉卡派选择不参加2007年9月的议会选举，而拉贾纳里韦洛派则选择参加。 拉齐拉卡派试图阻止拉贾纳里韦洛派参加，但 8 月 23 日，高等宪法法院裁定 拉贾纳里韦洛派可以参加。  AREMA 在选举中没有赢得任何席位。
革命党现任国家书记西蒙·皮埃尔和六名副国家书记在2013年6月12日的党代表大会上当选

## 意识形态
作为马达加斯加民主共和国的执政党，马尔加什革命党奉行“福科诺洛纳社会主义”（又译“村社社会主义”）。该党与朝鲜劳动党保持密切关系。拉齐拉卡对朝鲜民主主义人民共和国表示强烈同情和支持。该党于1976年9月28日至30日在塔那那利佛主办主体思想国际科学研讨会。来自五十多个国家的许多党政要员、社会知名人士、革命进步团体代表、科学家和新闻记者出席。
马达加斯加民主共和国解体并实行多党制后，该党开始走向更为温和的左翼立场。目前将自己描述为“一个人文主义和生态社会民主党”。该党的既定目标是“为建设保证持续和可持续增长的社会民主主义奠定健康和坚实的基础”，并“巩固和维护马达加斯加的独立和马达加斯加人民的自由，实现公正的目标”。 

## 选举结果

### 总统选举
| 选举    | 候选人          | 投票数    | %      | 投票数    | %      | 结果 |
| 选举    | 候选人          | 第一轮    | 第一轮 | 第二轮    | 第二轮 | 结果 |
| ------- | --------------- | --------- | ------ | --------- | ------ | ---- |
| 1982年  | 迪迪尔·拉齐拉卡 | 3,192,156 | 80.16% | –         | –      | 当选 |
| 1989年  | 迪迪尔·拉齐拉卡 | 2,891,333 | 62.71% | –         | –      | 当选 |
| 1992–93 | 迪迪尔·拉齐拉卡 | 1,260,193 | 28.59% | 1,378,640 | 33.26% | 落选 |
| 1996年  | 迪迪尔·拉齐拉卡 | 1,321,388 | 36.61% | 1,608,321 | 50.71% | 当选 |
| 2001年  | 迪迪尔·拉齐拉卡 | 1,701,094 | 40.61% | –         | –      | 落选 |
| 2018年  | 迪迪尔·拉齐拉卡 | 22,222    | 0.45%  | –         | –      | 落选 |

### 国民议会选举
| 选举   | 投票数    | %                                                 | 座位数    | +/-   | 位置     |
| ------ | --------- | ------------------------------------------------- | --------- | ----- | -------- |
| 1977年 | 未知      | 92% (in joint list with the CPIM, MCDU, and PMNU) | 112 / 137 | ▲ 112 | ▲ 第一名 |
| 1983年 | 2,239,771 | 65.26%                                            | 117 / 137 | ▲ 5   | ━ 第一名 |
| 1989年 | 2,785,448 | 66.84%                                            | 120 / 137 | ▲ 3   | ━ 第一名 |
| 1993年 | 没有参加  | 没有参加                                          | 0 / 134   | ▼ 120 | 不适用   |
| 1998年 | 未知      | 24.74%                                            | 63 / 150  | ▲ 63  | ▲ 第一名 |
| 2002年 | 189,539   | 4.90%                                             | 3 / 160   | ▼ 60  | ▼ 第三名 |